# Torneio de Montreux de 1953
O Torneio de Montreux de 1953  foi a 27ª edição do Torneio de Montreux.

## Resultados
|    | Equipe      | Pts | J | V | E | D | GM | GS | DG  |
| -- | ----------- | --- | - | - | - | - | -- | -- | --- |
| 1º | RCD Español | 19  | 7 | 6 | 0 | 1 | 35 | 14 | 21  |
| 2º | Portugal    | 17  | 7 | 5 | 0 | 2 | 32 | 9  | 23  |
| 3º | Itália B    | 17  | 7 | 5 | 0 | 2 | 32 | 17 | 15  |
| 4º | Montreux HC | 16  | 7 | 4 | 1 | 2 | 23 | 19 | 4   |
| 5º | Inglaterra  | 14  | 7 | 3 | 1 | 3 | 22 | 19 | 3   |
| 6º | Alemanha    | 13  | 7 | 3 | 0 | 4 | 17 | 24 | -7  |
| 7º | Bélgica     | 9   | 7 | 1 | 0 | 6 | 24 | 49 | -25 |
| 8º | França      | 7   | 7 | 0 | 0 | 7 | 13 | 47 | -34 |

|             | Suíça | Alemanha | Bélgica | França | Espanha | Itália | Portugal | Inglaterra |
| ----------- | ----- | -------- | ------- | ------ | ------- | ------ | -------- | ---------- |
| Montreux HC |       | 2-0      | 5-4     | 4-2    | 4-5     | 4-5    | 1-0      | 3-3        |
| Alemanha    |       |          | 5-3     | 6-3    | 0-3     | 2-4    | 0-7      | 4-2        |
| Bélgica     |       |          |         | 10-3   | 0-9     | 3-12   | 1-10     | 3-5        |
| França      |       |          |         |        | 1-10    | 1-5    | 1-7      | 1-5        |
| RCD Español |       |          |         |        |         | 2-1    | 2-4      | 4-3        |
| Itália B    |       |          |         |        |         |        | 3-2      | 2-3        |
| Portugal    |       |          |         |        |         |        |          | 2-1        |
| Inglaterra  |       |          |         |        |         |        |          |            |